# Ahmet
Ahmet je moško osebno ime.

## Izvor imena
Ime Ahmet je različica imena Ahmed.

## Pogostost imena
Po podatkih Statističnega urada Republike Slovenije je bilo na dan 31. decembra 2007 v Sloveniji število moških oseb z imenom Ahmet: 322.

## Osebni praznik
Osebe z imenom Ahmet lahko godujejo takrat kot osebe z imenom Ahmed.